# Венок (сборник)
Вено́к (бел. Вянок) — единственный прижизненный сборник стихов М. Богдановича, изданный в 1913 году, классический сборник белорусской литературы начала XX века. Стал одним из лучших образцов поэтического мастерства в истории белорусской национальной поэзии.

## Описание
Свой сборник Богданович посвятил Сергею Полуяну: на титульном листе стоит посвящение: 
Венок на могилу С. А. Полуяна († 8 апреля 1910 г.).
Оригинальный текст (бел.)Вянок на магілу С. А. Палуяна († 8 красавіка 1910 г.).
В письме белорусской писательнице В. Левицкой поэт писал:
Не хватает родных — гибель, да книжка это совсем молодая: её стихи писались с половины 1909 до половины 1912 гг., когда мне было 17–20 лет. Но в ней всё-таки есть и творчество, и вдохновение, и серьёзная работа.
Оригинальный текст (бел.)Недахватаў рожных — гібель, ды кніжка гэта зусім маладая: вершы яе пісаліся з паловы 1909 да паловы 1912 гг., калі мне было 17-20 год. Але ў ёй усё ж такі ёсць і творчасць, і натхненне, і сур’ёзная праца.

## Содержание
Сборник содержал 92 стихотворения и 2 поэмы, расположенные на 120 страницах, которые были сгруппированы в циклы: «У зачарованым царстве», «Згукі Бацькаўшчыны», «Старая Беларусь», «Места», «Думы», «Вольныя думы», «Старая спадчына», «Мадонны». В письмах к издателям были мнения дополнить «Мадонны» циклом «Каханне і смерць» (13 стихотворений) и добавить к 5 переводам из цикла «Старая спадчына» 22 перевода стихов французского поэта-декадента Поля Верлена, а также создать раздел «З чужой глебы». Однако книга была издана без дополнений и без послесловия «Ізноў пабачыў я сялібы» к поэме «Вэроніка».
Согласно письмам в газету «Наша Ніва», М. Богданович намеревался включить в сборник разделы «Каханне і смерць» и «З чужой глебы» (переводы). Но эти разделы не вошли в «Венок» и были опубликованы только после смерти поэта .

## Первое издание
«Венок» был издан в начале 1914 г. усилиями «Нашей нивы» в виленской типографии Мартина Кухты (в заглавии книги указан 1913 г., но в этом году она не была издана). Тираж сборника составил 2000 экземпляров. В издании сборника приняло участие Белорусское издательское общество, на тот момент единственное издательство, выплачивавшее авторские гонорары.
В своём последнем стихотворении умирающий в Ялте Богданович писал:
В светлой стране, где я умираю,
В белом доме у синей бухты
Я не один, у меня есть книга
Из типографии господина Мартина Кухты.Оригинальный текст (бел.)Ў краіне светлай, дзе я ўміраю,
У белым доме ля сіняй бухты,
Я не самотны, я кнігу маю
3 друкарні пана Марціна Кухты.

## Интересные факты
- На титульном листе сборника В. Ивановский и И. Луцкевича герб Завишей «Лебедь» был поставлен в знак благодарности Магдалене Радзивилл (ур Завиша) за оказанную финансовую поддержку.
- Лариса Гениюш завещала жившему за границей сыну Юрию раритетный сборник стихов Богдановича «Вянок» 1913 года. После смерти поэтессы ее сын собирался увезти «Вянок» в Польшу, но под угрозой конфискации коллекции на польской границе решил оставить ее музею Максима Богдановича.

## Издания
- Богдановіч, М. Вянок: кніжка выбраных вершоў. — Вільня: Друкарня Марціна Кухты, 1913. — 120.
- Вянок: Зборнік вершаў. Вільня, другое выданне. «Віленскае выдавецтва» Б. Клецкіна. Вільня, 1927. [6]
- Вянок. Кніжка выбраных вершоў. Факсімільнае выданне. Мінск, 1981.
- Вянок: 1909—1912 // Багдановіч, М. Зорка Венера: творы. — Мінск: Мастацкая літаратура, 1991. — С. 25 — 147.
- Багдановіч Максім. Вянок: вершы, паэмы. Прадм. В. Зуёнка. — Мінск: Мастацкая літаратура, 2005. — 199 с.: іл. — Цвёрдая вокладка. ISBN 985-02-0760-4

## Критика
А. Луцкевич дал следующую рецензию на «Венок»:
Всё у него выходит в таких мягких тонах, будто на старых тканях гобеленов; всё согрето искренним чувством и всё это живет, выдаётся реальным. (...)

Богданович умеет всё оживить, превратив по-своему. И легко льются его стихи искусной, филигранной работы, а каждый [из них] формой подходит мысли. Мыслей тех – богато, и вот [мы] видим в «Венке» стихи такой формы, такого строения, — часто очень редкой, — которой могут похвастаться только наиболее культурные народы с наиболее развитым литературным языком.
Оригинальный текст (бел.)Усё ў яго выходзіць у такіх мяккіх тонах, быццам на старых тканінах габеленаў; усё сагрэта шчырым пачуцьцём ды ўсё гэта жыве, выдаецца рэальным. (...)

Багдановіч умее ўсё ажывіць, ператварыўшы па-свойму. І лёгка льюцца яго вершы кунштоўнай, філіграннай работы, а кожын формай падходзіць да думкі. Думак тых – багата, і вось бачым у «Вянку» вершы такой формы, такой будовы – часта вельмі рэдкай, якой могуць пахваліцца толькі найбольш культурныя народы з найвышэй разьвітай літаратурнай мовай
М. Лужанин отмечал:
Богдановичевский «Венок» кажется непревзойдённым образцом лирической цельности книги. Книга читается так, как будто она имеет своеобразный лирический сюжет. С каждым новым стихотворением поэт все глубже и полнее раскрывает мир, помещенный в себе, мир, который окружает его реально, и мир, что существует только в воображении.
Оригинальный текст (бел.)Багдановічаўскі «Вянок» здаецца неперасягнутым узорам цэльнасці лірычнай кнігі. Кніга чытаецца так, як быццам мае яна своеасаблівы лірычны сюжэт. З кожным новым вершам паэт усё глыбей і паўней раскрывае свет, змешчаны ў сабе, свет, які акружае яго рэальна, і свет, што існуе толькі ва ўяўленні.